# Flughafen Rarotonga

i7
i11
i13
Der Flughafen Rarotonga (englisch Rarotonga International Airport, IATA-Code: RAR, ICAO-Code: NCRG) ist der einzige internationale Flughafen der Cookinseln und Basis der lokalen Fluggesellschaft Air Rarotonga. Er befindet sich drei Kilometer westlich der Hauptstadt Avarua auf Rarotonga, der Hauptinsel der Cookinseln.

## Geschichte
Der heutige Flughafen wurde von 1970 bis 1973 erbaut und 1974 während eines Besuchs von Queen Elisabeth II. eingeweiht.
Im Jahr 2009 wurde mit der Renovierung und dem Ausbau der bestehenden Abfertigungseinrichtungen begonnen. Der neu gestaltete Terminal wurde offiziell im Juni 2010 eröffnet.
Die mehr als 2300 Meter lange Start- und Landebahn ermöglicht den Einsatz großer Verkehrsflugzeuge wie Airbus A320, Boeing 777 oder Boeing 747. Air New Zealand flog in der Vergangenheit einmal pro Woche über Rarotonga auch Los Angeles mit einer Boeing 787-9 an. Hawaiian Airlines fliegt seit dem 20. Mai 2023 einmal pro Woche von Honolulu nach Rarotonga.

## Flughafenanlagen
Nördlich der Landebahn, nahe ihres östlichen Endes und durch eine 33 Meter breite Rollbahn mit ihr verbunden, befindet sich das Vorfeld mit dem nördlich daran angrenzenden Terminal. Das Vorfeld bietet Stellplätze für zwei Großraumflugzeuge. Östlich schließt sich ein weiterer Parkplatz an, der ausschließlich den Flugzeugen der Air Rarotonga vorbehalten ist.
Die Start- und Landebahn ist mit Endbefeuerung, Pistenrand- und Mittellinienbefeuerung sowie Präzisions-Anflug-Gleitwinkelbefeuerung (PAPI) ausgerüstet. Als Navigations- und Landehilfen stehen Instrumentenlandesystem (ILS), Drehfunkfeuer (VOR), Distance Measuring Equipment (DME) und ungerichtetes Funkfeuer (NDB) zur Verfügung.

## Airlines und Verbindungen
Folgende Fluggesellschaften bieten planmäßige Flüge von und nach Rarotonga an (Stand November 2024):
- Air New Zealand: Auckland
- Air Rarotonga: Aitutaki, Atiu, Mangaia, Manihiki, Mauke, Mitiaro, Papeete
- Air Tahiti: Papeete
- Jetstar Airways: Auckland, Sydney
- Hawaiian Airlines: Honolulu

## Bilder

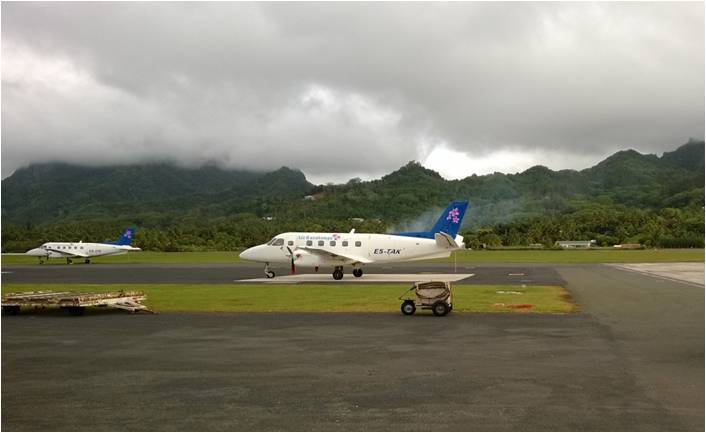
Flugzeuge der Air Rarotonga auf dem Vorfeld des Flughafens Rarotonga